# دوشانلو
دوشانلو هي قرية في مقاطعة مشكين شهر، إيران. عدد سكان هذه القرية هو 552 في سنة 2006.